# جوش جيمس (مغني)
جوش جيمس (بالإنجليزية: Josh Dubovie)‏ هو مغني وموسيقي بريطاني، ولد في 27 نوفمبر 1990 في Laindon ‏ في المملكة المتحدة.

## وصلات خارجية
- جوش جيمس على موقع ميوزك برينز (الإنجليزية)
- جوش جيمس على موقع ديسكوغز (الإنجليزية)